# Cecilia (frilla)
Cecilia, födelseår okänt, död efter år 1459, var en dansk hovdam, först frilla och sedan hustru till Kalmarunionens kung Erik.
Cecilia (hennes patronymikon uppges inte) uppges ha varit hovjungfru åt Danmarks, Norges och Sveriges drottning, Filippa av England. Att hon ingick i Filippas hushåll är den enda uppgift som finns bevarad om hennes bakgrund, och det är inte bekräftat vilken position hon hade hos Filippa. I Gammeldanske Diplomer omtalas 25 maj 1429 en Cecilia Jensdatter, till vilken Niels Jakobsen Algudsen och Henrik Nielsen Hvidfelt överlät gården Pusselykke i Nedergård på Langeland: hon är den enda Cecilia som varken var hustru eller änka inom den danska adeln vid denna tid och som ändå tycks ha haft pengar nog att köpa en egen gård, men det är spekulation att hon var samma person som frillan Cecilia.  Efter Filippas död år 1430 inledde hon ett förhållande med kung Erik: det är inte bekräftat om de hade ett förhållande före Filippas död. Relationen omnämns som allmänt känd av riksrådets klagoskrift mot Erik 1439, där det omtalas som en skandal, då Erik vägrade gifta om sig med en furstinna som kunde föda en arvinge och istället sammanlevde med Cecilia.
Enligt en legend från Christiern Pedersen från 1500-talet bad Oluf Axelsen Thott henne en gång att agera medlare mellan honom och kungen, och då hon svarade ja, gav han henne tre slag med sitt svärd och «befol hende at sige hendes Herre, at hun en Gang skulde skille ham ved Danmark». En annan version uppger att Thott utan vetskap om vem hon var hade tagit av sig hatten för Cecilia då han såg henne färdas i vagn uppför slottsbacken i Köpenhamn våren 1437 men, då han fått veta vem hon var, gått ikapp henne, vält omkull hennes vagn och framfört samma budskap. Historierna avslutas med att Erik lydde uppmaningen och kort därpå flydde till Gotland. Erik av Pommern var inblandad i en personlig konflikt av något slag med Thott. 
Cecilia beskrivs som lojal, och hon följde Erik till Gotland 1438 och till Pommern när Danmark, Norge och Sverige hade avsatt honom som kung. Hon hade gift sig morganatiskt med Erik inom den närmaste tiden efter Filippas död 1430, var detta skedde är okänt. I Pommern betecknas hon även i gåvoboken för ett kloster som gift med Erik. Cecilia nämns i det pommerska klostret Mariekrons minnesbok med enbart namn år 1451, när Erik nämns som kung, men år 1453 nämns hon som gift med Erik, domina Cecilia uxor sua, och 1459 som drottning Cecilia, domina Cecilia regina.